# 장락역
장락역(長樂驛)은 충청북도 제천시 고암동에 위치한 태백선의 철도역이었다.
역명과는 달리 장락동에 위치하지 않았으며, 태백선의 이설로 선로가 더 이상 역을 지나지 않게 되어 폐역되었다.

## 연혁
- 1949년 11월 15일 : 보통역으로 영업을 개시[출처 필요]
- 1967년 6월 1일 : 임시 승강장으로 개업[1]
- 1973년 12월 1일 : 보통역으로 승격
- 1974년 5월 11일 : 민수용 무연탄 도착취급역 지정
- 1988년 1월 1일 : 소화물 취급 중지
- 2008년 1월 1일 : 전 여객열차 통과
- 2013년 11월 14일 : 태백선 복선 전철화에 따른 이설로 폐역.[2]